# 黑翅长脚鹬
，又名長腳鷸、红腿娘子，为長腳鷸科長腳鷸屬下的一个种。

## 分类
黑翅长脚鹬的分类一直有争议，有人认为可以分为五个种，也有人认为这些种有的是亚种。北美的黑翅长脚鹬在眼后有一块白斑，在鸟类DNA分类系统中，认为是一个种Himantopus mexicanus。

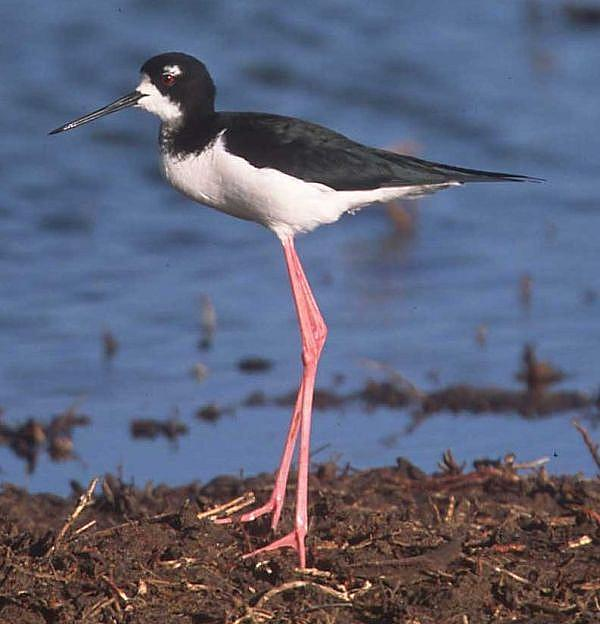
黑翅长脚鹬的北美亚种

## 生态环境
黑翅长脚鹬常结群活动，喜沿海浅水及淡水沼泽地。可见于湖泊、沼泽、鱼塘、虾池以及河流平缓水面开阔处，栖息于近水的草地农田等处。由于腿较长可在水位较深的池塘种涉水觅食。

## 分布地域
高蹺鴴分布在欧洲东南及南部、印度、中国及东南亚、北非、澳大利亚、加拉帕格斯群岛、夏威夷、加拿大中部和南部、美国西部和东南部。在中国新疆西部、青海东部及内蒙古西北部繁殖，越冬于廣東及香港等地，全境有过境纪录。台灣有冬候鳥族群，但亦有許多留鳥紀錄。

## 特徵
高蹺鴴體態修長，體長約35釐米，通體黑白分明，腿深粉紅色。黑翅長腳鷸的喙黑色細長，雄鳥繁殖羽的從眼後到頭頂和頸後黑色，背部和翅為黑色，與頸後的黑色不相連，其他部位為白色；雌鳥的繁殖羽在頭和頸後沒有黑色，眼後有灰色斑。亞成體的鳥色塊分布接近成鳥，但顏色較淺，為灰褐色。黑翅長腳鷸的腿和跗趾修長，為紅色，亞成體鳥的腿顏色略淺，顯橘紅色；飛行時長腿拖於尾後，是重要的辨識特徵。虹膜粉紅色。

## 食物
黑翅长脚鹬以昆虫、蝌蚪等为食。

## 繁殖与保护

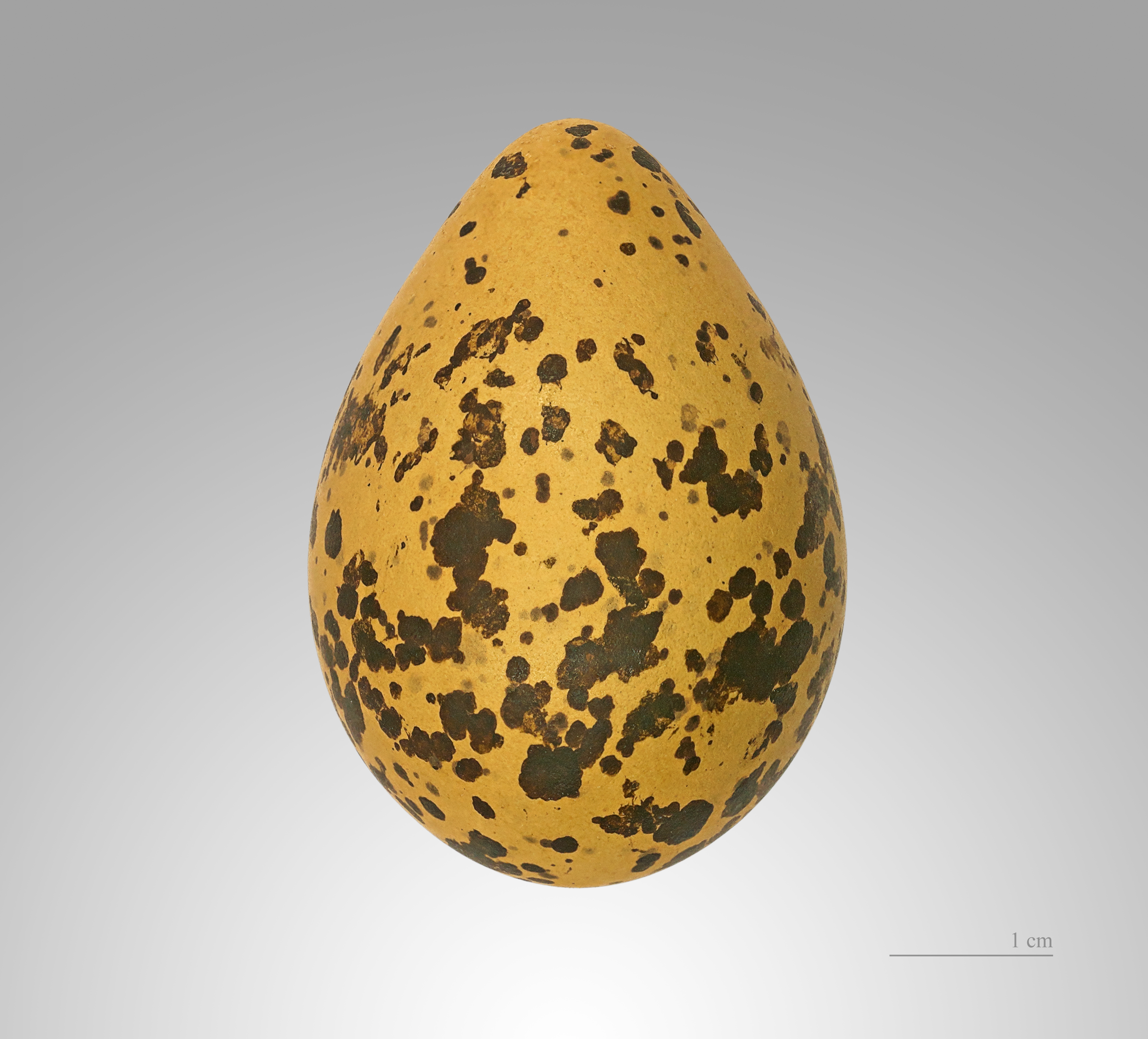
黑翅长脚鹬的卵

常集群筑巢于水边土堆或稻田的田埂上，与燕鸻、凤头麦鸡、泽鹬等灰群营巢。巢材采用小石子、泥土、芦苇、枯草等。